# 得獎的事
《得獎的事》（英語：The Winner is）是TVBS歡樂台於台灣時間2009年6月22日23點整首播的談話性節目。是由保守派的黃國倫作為代表，而現代愛情的見證者則是黃鴻升 (小鬼)，兩人與現場的部落客，針對不同的議題與大家一起討論，以兩個世代的不同觀點，激發出不同的花火。

## 主持人
- 黃國倫
- 黃鴻升 (小鬼)

## 節目主題

### 2009年6月份節目表
| 集數 | 播出日期   | 主題來賓                                                                            |
| 1    | 2009.06.22 | 親愛的，我們怎樣才算在一起? 許正典、2MORO、咖啡因、女王、小寶、WOODY、亞美將        |
| 2    | 2009.06.23 | 21世紀戀愛=亂亂愛 黃國倫、馬世莉、小Call、女王、牛奶人、Mike、白到爆、Yedda         |
| 3    | 2009.06.24 | 視訊是一種很玄的東西 林萃芬、NONO、常金蘭、小寶、均均、牛奶人、早安                 |
| 4    | 2009.06.25 | 被劈腿!超氣吧! 浩角翔起、毛毛、許正典、小璇、咖啡因、牛奶人、woody、妞妞            |
| 5    | 2009.06.29 | 把情人當寵物訓養!? 潘怡如、李佩甄、亞美將、浩浩、敷米漿、桃桃、woody                |
| 6    | 2009.06.30 | 搞清楚! 他/她其實沒那麼喜歡你!! 潘怡如、苗可麗、亞美將、史丹利、WOODY、CHINCO、@NDY |

### 2009年7月份節目表
| 集數 | 播出日期   | 主題來賓                                                                           |
| 7    | 2009.07.01 | 媽啊~講不聽!!我的情人耳朵硬梆梆 高千雅、馬世莉、小寶、亞美將、yedda                |
| 8    | 2009.07.02 | 哀嚎的戀情愛到卡慘死 王彩樺、咖啡因、yedda、兆鴻                                   |
| 9    | 2009.07.06 | 搞創意賺到100萬 吳睿穎、徐佳瑩、NONO、女王、BO2、羅大森、不二良、馬克              |
| 10   | 2009.07.07 | 上帝我有罪我是第三者 黃國倫、楊繡惠、Joyce、小安、Yedda、小寶、亞美將、            |
| 11   | 2009.07.08 | 網路抓姦 黃國倫、小甜甜、女王、小寶、亞美將、歡歡、大F                             |
| 12   | 2009.07.09 | 怎麼辦?父母不愛我的另一半!! Makiyo、潘怡如、elmo、亞美將、TAKE、咖啡因、yedda      |
| 13   | 2009.07.13 | 現在年輕人很沒品?! 王彩樺、林萃芬、亞美將、Mike、小寶、茜茜、劉彥鋒                |
| 14   | 2009.07.14 | 舊愛找麻煩 NAOMI、WOODY、亞美將、TAKE、汪建民、小call、許正典                      |
| 15   | 2009.07.15 | 不聽老人言 吃虧在眼前?! 侯昌明、Makiyo媽媽、亞美將、李禹靚、小安、金金、妞妞       |
| 16   | 2009.07.16 | 爛約會 我不要 小甜甜、高千雅、小寶、不二良、小南、WOODY、Yedda                     |
| 17   | 2009.07.20 | 轟!情人地雷不能踩 黃國倫、NONO、亞美將、牛奶人、金金、小寶、桃桃                   |
| 18   | 2009.07.21 | 床上搞不定 真愛怎繼續 黃國倫、NONO、亞美將、牛奶人、金金、小寶、桃桃               |
| 19   | 2009.07.22 | 女人生完小孩 真的天下無敵嗎? 呂文琬、佩甄、林萃芬、妞妞、牛奶人、YEDDA、金金、晏萍 |
| 20   | 2009.07.23 | 我不娘 但我曾留下男兒淚!? 黃國倫、郭鑫、王以路、小寶、亞美將、Woody、Mike、小紅    |
| 21   | 2009.07.27 | 天啊!情人嘴巴太壞不說好話!? 黃國倫、郭鑫、王以路、小寶、亞美將、Woody、Mike、小紅  |
| 22   | 2009.07.28 | 七年級敢說敢做 年輕人沒在怕的啦! 黃國倫、NONO、小寶、林佳陵、69、馨文、兆鴻        |
| 23   | 2009.07.29 | 好胸有好命 甘有這好康? 亞美將、小璇、茜茜、吳睿穎、桃桃、婷婷、柯以柔、潘怡如      |
| 24   | 2009.07.30 | 爛透了!瞎到爆的鳥戀情!? 許正典、NONO、亞美將、RED、牙祭、WOODY、MIKE               |

### 2009年8月份節目表
| 集數 | 播出日期   | 主題來賓                                                                                   |
| 25   | 2009.08.03 | 死了都要嫁!? 黃國倫、唐俊民、小甜甜、陳宇凡、亞美將、亦喬、薇心、金金、以庭                |
| 26   | 2009.08.04 | 愛情的誘惑!!別騙了 人人都會外遇!? 小安、yedda、女王、小寶、亞美將、曾雅蘭、廖輝英、杜雯    |
| 27   | 2009.08.05 | 天啊 上班族不上班到底在搞什麼鬼!? 許正典、許傑輝、呂文婉、亞美將、RED、牛奶人、WOODY、小寶 |
| 28   | 2009.08.06 | 什麼都騙!!小心騙子就在你身邊!! 艾力克斯、李天鐸（前國安局情報員）、黃國倫牧師              |
| 29   | 2009.08.10 | 敗犬惡夢!!我不挑!我要戀愛!! 小甜甜、小潘潘、黃國倫牧師                                     |
| 30   | 2009.08.11 | 迫不及待 超想做的一件事 小甜甜、鈕則勳廣告學副教授、TONY髮型達人                           |
| 31   | 2009.08.12 | 老娘跟你拼了!女人付出的代價!! 佩甄、Alisa、陳婉若                                          |
| 32   | 2009.08.13 | 氣死了!抓狂的人生!! 花花、郭彥均、林萃芬心理醫師                                           |
| 33   | 2009.08.17 | 迫不及待 超想做的一件事（重播） 小甜甜、鈕則勳廣告學副教授、TONY髮型達人                   |
| 34   | 2009.08.18 | 啥!?這樣也能講八卦!? 許傑輝、呂文琬、鈕則勳傳播學者                                        |
| 35   | 2009.08.19 | 要買要快!失心瘋購物狂!! 侯昌明、薇薇安、李驥（前優客李林成員）心理諮詢師                   |
| 36   | 2009.08.20 | 天啊!這種事情怕怕 你怕不怕 汪建民、鍾欣凌、潘怡如醫師                                      |

## 電視節目的變遷
| TVBS歡樂台 週一至四23:00~24:00 | TVBS歡樂台 週一至四23:00~24:00            | TVBS歡樂台 週一至四23:00~24:00 |
| ------------------------------ | ----------------------------------------- | ------------------------------ |
|                                | 得獎的事 （2009年6月22日－2010年6月30日） |                                |
| 超級兩代電力公司（精選）       | 宮心計                                    |                                |